# Font de Can Gaig
La font de Can Gaig està situada al carrer de Garcilaso entre Gran de la Sagrera i Berenguer de Palou, al barri de la Sagrera de Barcelona.

## Història
El 1849, l'Ajuntament de Sant Martí de Provençals va sol·licitar aigua de la mina de Montcada per abastir quatre fonts públiques: una al Clot, una altra al Taulat i dues més a la Sagrera. Aquestes van entrar en funcionament el 1853 i com a testimoni en queda encara en peu el pilar repartidor al carrer Gran de la Sagrera.
De les quatre fonts només ha sobreviscut aquesta, refeta el 1865 segons un projecte de l'arquitecte municipal Antoni Rovira i Trias. El seu nom prové de Josep Gaig i March, propietari del terreny i la casa del costat. Situada davant de l'antiga carretera de Sant Martí a Horta (actual carrer de Garcilaso), va ser durant anys un punt de trobada per als veïns, i quan Can Gaig fou enderrocada el 2001 per a la perllongació del carrer de Garcilaso, va ser desmuntada i traslladada a un magatzem municipal de Canyelles.
El maig del 2020, en plena pandèmia de COVID-19, els arquitectes Daria Kobzeba i Joan Samsa, de l'equip municipal de Projectes Urbans, van dissenyar un monòlit rectangular de maó arrebossat, de manera que una cara serviria de suport d'una fotografia històrica i a l'altra hi hauria la font. Aquesta, després de ser restaurada per Rudi Ranesi, de l'empresa Arcovaleno Restauro SL, va ser inaugurada de nou el juny de 2021, molt a prop del seu emplaçament original, coincidint amb la reurbanització de la zona.

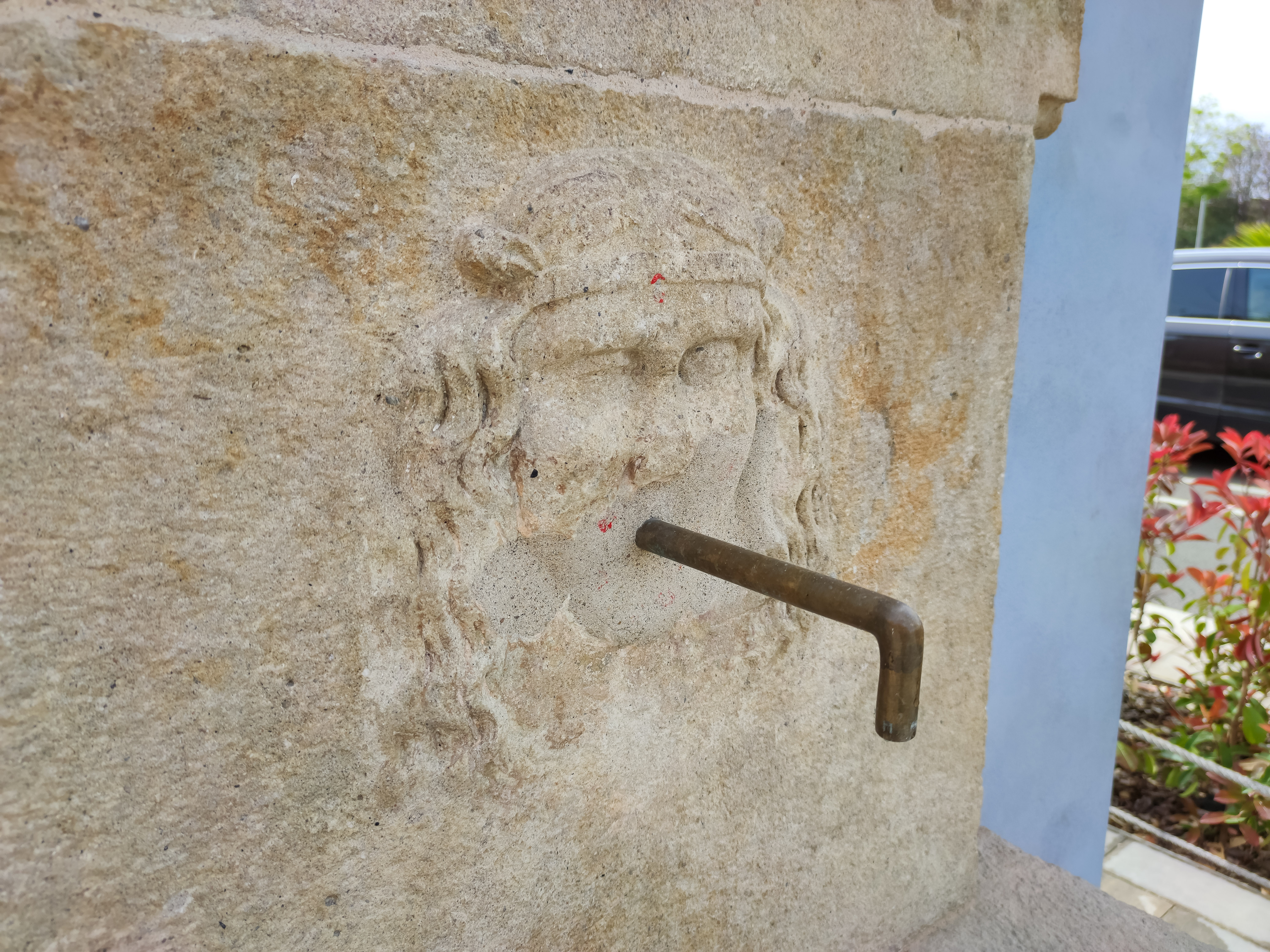
Detall del brollador

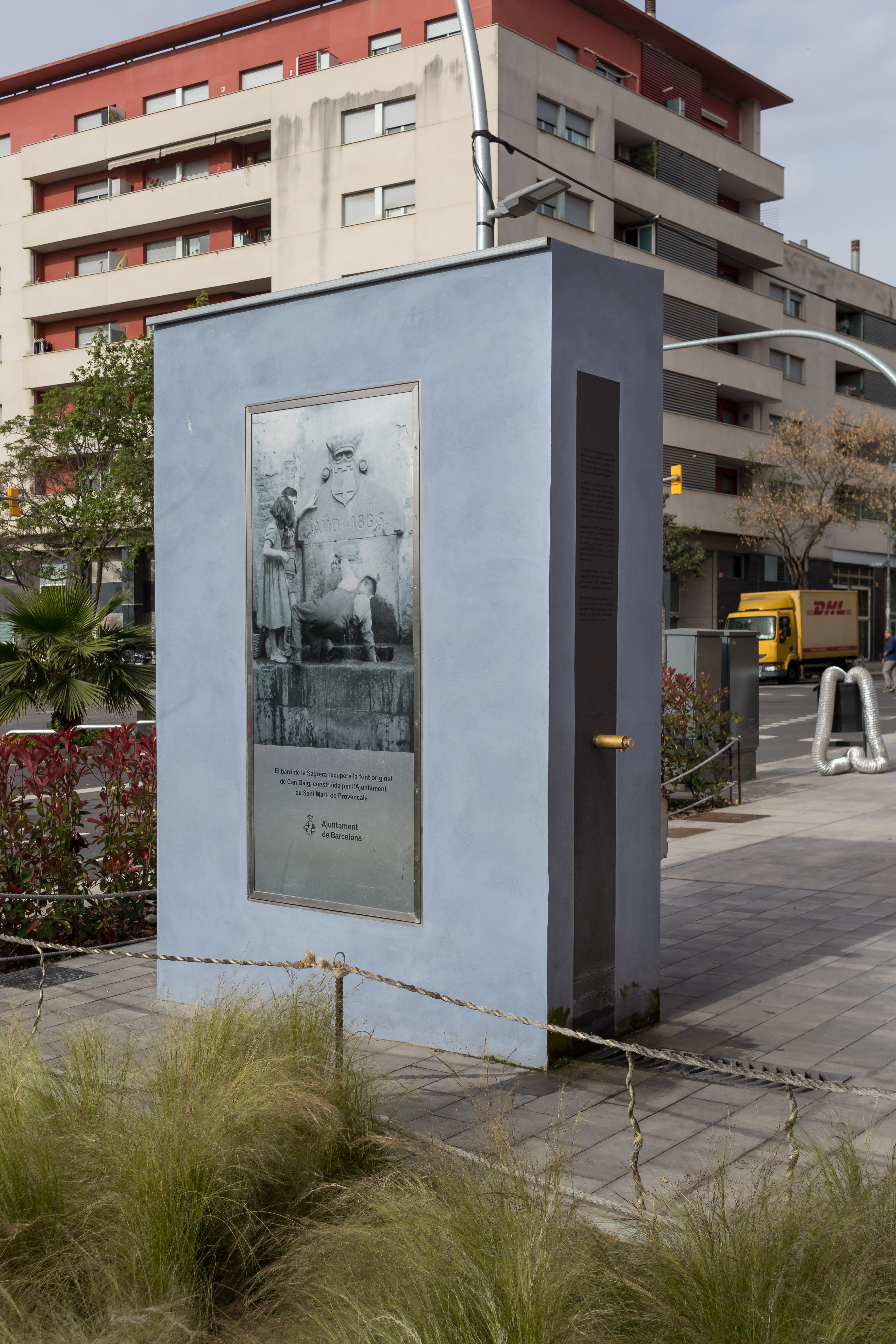
Part de darrere del monòlit

## Descripció
Feta amb pedra de Montjuïc, està formada per una gran pica a nivell del terra, i dos blocs adossats al mur. El primer té esculpit un rostre humà, amb l'aixeta sobresortint de la boca. Els cabells llargs del personatge semblen dos cabals d'aigua, seguint la iconografia dels déus fluvials, típics del segle xix. El segon bloc encapçala el conjunt, amb la data i l'escut de Sant Martí esculpits de manera vistosa.